# Kick Start
Kick Start è il terzo album discografico del gruppo musicale inglese The Lambrettas, ed è una raccolta dei migliori singoli e delle migliori B-side dei due album precedenti.

## Tracce

### Lato A
1. Go Steady
2. Poison Ivy
3. Da-a-ance
4. Can't You Feel the Beat
5. Another Day (Another Girl)
6. Steppin Out of Line

### Lato B
1. Good Times
2. Lamba Samba
3. Anything You Want
4. Decent Town
5. Somybody To Love
6. Nobody's Watching Me